# Isla de Anacoco
La isla de Anacoco (en inglés Ankoko Island) es una isla fluvial de 8 km² administrada por Venezuela como parte del territorio de la Parroquia Dalla Costa en el Municipio Sifontes del Estado Bolívar —en la que se encuentra el asentamiento militar "Base de Seguridad Territorial Isla de Anacoco"—, pero cuya mitad oriental es reclamada por Guyana.
Está situada al norte de la confluencia del río Cuyuní y del río Venamu, cerca de la población de San Martín de Turumbán en 6°46′36″N 61°8′34″O / 6.77667, -61.14278, al límite del territorio de la Guayana Esequiba reclamado por Venezuela según el uti possidetis iure. La isla fue dividida entre los dos países y se acordó en 1905 según el Laudo Arbitral de París que Venezuela declaró nulo. La ocupación de la parte oriental de la isla Anacoco por parte del ejército venezolano es considerada por Guyana una violación del Acuerdo de Ginebra que busca una solución pacífica a la disputa territorial. Venezuela ahora cuestiona la validez del arbitraje y ha renovado su reclamo sobre la isla Anacoco y la Guayana Esequiba.

## Disputa por su posesión
La isla es objeto de una tensión entre Venezuela y Guyana a partir del 12 de octubre de 1966, dado que Venezuela la ocupó (al igual que las islas circundantes). La Isla de Anacoco se ocupó con personal militar y civil, colocando en ella una guarnición militar e inició la construcción de una pista de aterrizaje, una oficina postal, una escuela y puestos militares y policiales. Este hecho derivó en lo que se conoce en la historia como Crisis de Anacoco, el cual casi genera un conflicto armado, cuando un buscador de diamantes informó al gobierno guyanés de la presencia venezolana en las islas.
El 12 de octubre una delegación de funcionarios y policías guyaneses comprobó la ocupación de la isla. El Estado guyanés lo consideró como un acto de anexión, agresión y hostigamiento por parte de Venezuela dado que entendía que la mitad oriental de la isla estaba dentro del territorio en disputa de la Guayana Esequiba y, por ende, bajo administración guyanesa, como lo estipula el Acuerdo de Ginebra del 27 de febrero de 1966, hasta que no se dé un acuerdo práctico y satisfactorio para ambas partes.
El 14 de octubre el primer ministro guyanés Forbes Burnham envió a Venezuela una fuerte protesta, exigiendo la retirada de los militares y la destrucción de las instalaciones.
El 18 de octubre el ministro de Relaciones Exteriores de Venezuela, Ignacio Iribarren Borges, respondió por nota:

“... el Gobierno de Venezuela rechaza la referida protesta, por cuanto la Isla de Anacoco es territorio venezolano en su integridad y la República de Venezuela siempre ha estado en posesión de ella."

La isla se localiza al norte del río Cuyuní y se forma por un caño llamado Brazo Negro que se desprende del cauce principal del río hacia el Norte y se reincorpora más adelante. A esta altura del río, el Laudo Arbitral de París del 3 de octubre de 1899 establece que el límite de lo que es hoy el área en disputa de la Guayana Esequiba y el actual Estado Bolívar de Venezuela, se delimita por la margen norte del cauce principal del río Cuyuní (dejando así una costa seca a Venezuela en este segmento hasta que no se solucione el conflicto territorial), no por la margen norte del caño Brazo Negro que se desprende del río.

"...hasta el Cuyuní, y de allá correrá por la orilla septentrional del río Cuyuní al Oeste hasta su confluencia en el Wenamu, y de este..."

Nota aclaratoria: la línea de demarcación del laudo fue expresada desde Punta Barima en el océano Atlántico hasta el río Cutari en el alto río Esequibo, es decir, de Norte a Sur, razón por la cual en el laudo se menciona "por la orilla septentrional del río Cuyuní al Oeste". Sin embargo, a la altura de la Isla de Anacoco el río corre de este a oeste, quedando la isla al Norte y la confluencia del río Venamo (Wenamu) al Sur.
Venezuela considera que el Estado guyanés pudo haber confundido el caño Brazo Negro con el cauce principal del río, puesto que el caño es ancho y caudaloso. Unido a esto, el plano elaborado por la comisión de demarcación del laudo, fechado el 7 de enero de 1905, se aprecia un punto topográfico en el lado del caño. No obstante, en la boca del río Venamo cuando desemboca en el río Cuyuní (al sur de la isla de Anacoco) está claramente especificado el punto topográfico de la delimitación con las coordenadas exactas y marcado dentro de un óvalo "M 56-4 Boca de Río Venamo" con sus coordenadas latitud norte 6°42′40-9"; longitud oeste de Greenwich 61º08'00-7", fijado en la 3.ª expedición de demarcación, lo cual no representa ninguna duda de que la isla no está dentro del área en litigio, según Venezuela. Según Venezuela, la tierra fue reconocida desde 1648 entre España y Holanda luego del tratado de Münster, así mismo Brasil fijó límites con Venezuela por el divortium aquarum donde le reconoce el río Esequibo y la cuenca al oeste del mismo, en el tratado de 1859.
Guyana no reconoce la tesis venezolana de que la totalidad de la isla queda fuera del área en disputa, en sus publicaciones oficiales sostiene que la isla de Anacoco estuvo dividida entre los dos países desde el laudo arbitral de 1899 y que Venezuela "ocupó y anexó la mitad 'guyanesa' de la isla en 1966, rechazando retirarse después de 40 años de ocupación".
Según la tesis guyanesa, sobre el diferendo territorial existente, "Venezuela demanda una gran parte de Guyana occidental (unos 159 500 km²), bajo la denominación de Guayana Esequiba, que representa dos tercios de territorio administrado por Guyana" mientras que la tesis venezolana sostiene que "no demanda territorio guyanés sino su propio territorio que le fue usurpado por el Reino Unido, cedido ilegalmente por éste después a Guyana como país independiente" y con respecto a la isla de Anacoco considera que "en 1966 Venezuela ejerció soberanía sobre la totalidad de la isla de Anacoco dado que se encuentra fuera del área en litigio".
Actualmente en la isla no existen asentamientos civiles, solo funciona un puesto militar del ejército venezolano.

## Galería

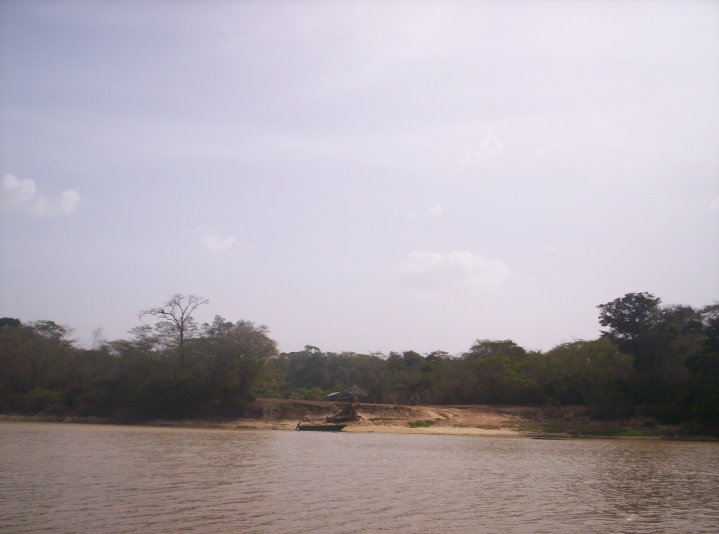
Caño "Brazo Negro" que se desprende del cauce principal del río Cuyuní hacia el Norte y que forma la isla de Anacoco (al fondo).
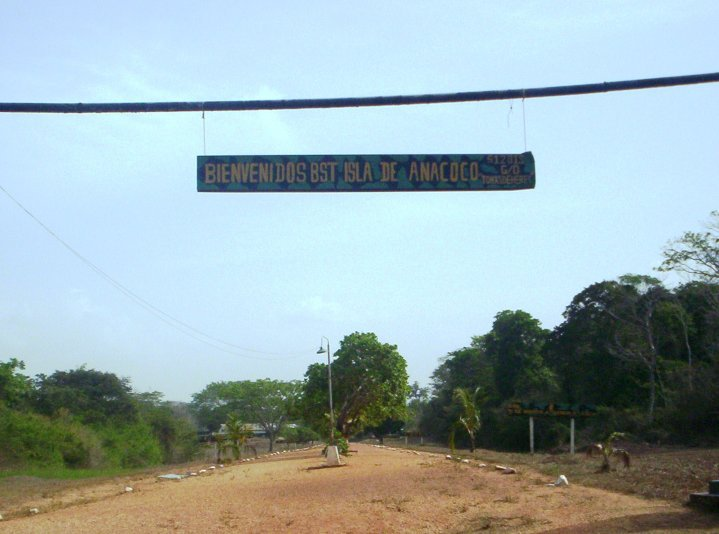
Entrada al puesto militar del Ejército Bolivariano en la isla de Anacoco a través del caño "Brazo Negro".
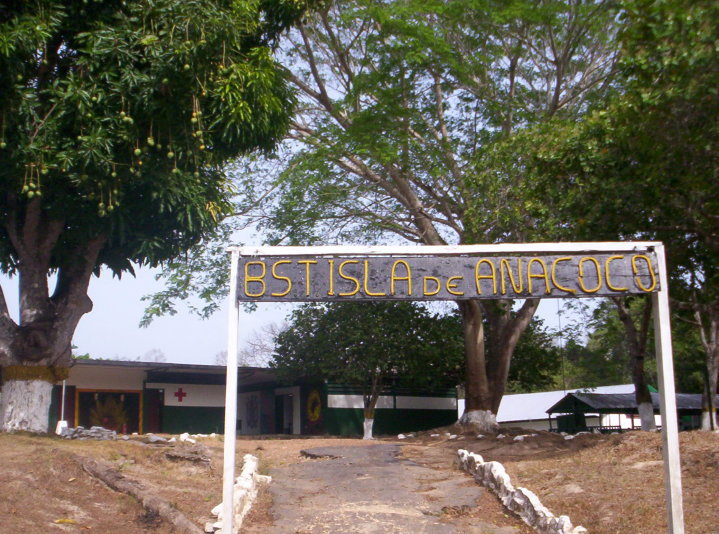
Puesto militar venezolano en la isla de Anacoco.